# Hot Revolver
Hot Revolver è un brano musicale di Lil Wayne, pubblicato come secondo singolo ufficiale facente parte dell'album Rebirth.
Il brano vede la collaborazione di Dre del duo di produzione Cool & Dre ed è stato composto da Wayne in collaborazione con Kevin Rudolf.

## Classifiche
| Classifica (2009)      | Posizione raggiunta |
| ---------------------- | ------------------- |
| U.S. Billboard Hot 100 | 33                  |
| Canadian Hot 100       | 54                  |